# Punk metal
Punk metal (também conhecido como metalpunk) é um termo geral, ou um termo de fusão de gêneros usado para descrever a música que funde elementos do heavy metal com punk rock. Algumas dessas fusões envolvem os gêneros extreme metal e hardcore punk também. Um exemplo de uma banda precursora que é classificada como punk metal é Story of the Year.
O Gênero Punk Metal é semelhante ao:
- Crossover thrash
- Goregrind
- Grindcore
- Metallic Hardcore
- Sludge metal
- Speed metal
- Thrash metal